# Denil Maldonado
Denil Omar Maldonado Munguía (ur. 26 maja 1998 w Tegucigalpie) – honduraski piłkarz występujący na pozycji środkowego obrońcy, reprezentant Hondurasu, od 2023 roku zawodnik amerykańskiego Los Angeles FC.